# Saison 2025-2026 du Thunder d'Oklahoma City
La saison 2025-2026 du Thunder d'Oklahoma City est la 60e saison de la franchise en National Basketball Association (NBA) et la 18e saison dans la ville d'Oklahoma City.

## Draft
| Tour | Choix | Joueur           | Poste | Nationalité | Provenance               |
| ---- | ----- | ---------------- | ----- | ----------- | ------------------------ |
| 1    | 15    | Thomas Sorber    | C     | États-Unis  | Hoyas de Georgetown      |
| 1    | 24    | Nique Clifford   | SG    | États-Unis  | Rams de Colorado State   |
| 2    | 44    | Brooks Barnhizer | SF    | États-Unis  | Wildcats de Northwestern |

## Matchs

### Summer League
| Summer League Total: 5-3 |

| Match | Date match | Équipe       | Score   | Meilleur marqueur  | Meilleur rebondeur    | Meilleur passeur    | Lieux Spectateurs            | Série |
| ----- | ---------- | ------------ | ------- | ------------------ | --------------------- | ------------------- | ---------------------------- | ----- |
| 1     | 5 juillet  | Memphis      | D 80-92 | Ajay Mitchell (24) | Brooks Barnhizer (13) | Ajay Mitchell (6)   | Jon M. Huntsman Center 0     | 0 - 1 |
| 2     | 7 juillet  | Philadelphie | V 89-78 | Ajay Mitchell (16) | Mady Sissoko (9)      | Mitchell, Topić (5) | Jon M. Huntsman Center 0     | 1 - 1 |
| 3     | 8 juillet  | Utah         | D 82-86 | Ajay Mitchell (19) | Mady Sissoko (7)      | Ajay Mitchell (8)   | Jon M. Huntsman Center 7 748 | 1 - 2 |

| Match | Date match | Équipe              | Score    | Meilleur marqueur     | Meilleur rebondeur   | Meilleur passeur     | Lieux Spectateurs      | Série |
| ----- | ---------- | ------------------- | -------- | --------------------- | -------------------- | -------------------- | ---------------------- | ----- |
| 1     | 10 juillet | Brooklyn            | V 90-81  | Ajay Mitchell (20)    | Brooks Barnhizer (7) | Nikola Topić (6)     | Thomas & Mack Center 0 | 1 - 0 |
| 2     | 12 juillet | Indiana             | V 104-85 | Chris Youngblood (21) | Malevy Leons (10)    | Nikola Topić (10)    | Cox Pavilion 0         | 2 - 0 |
| 3     | 15 juillet | Orlando             | V 92-75  | Ajay Mitchell (27)    | Trois joueurs (7)    | Nikola Topić (6)     | Thomas & Mack Center 0 | 3 - 0 |
| 4     | 16 juillet | La Nouvelle-Orléans | V 95-81  | Brooks Barnhizer (19) | Brooks Barnhizer (9) | Cameron Brown (5)    | Cox Pavilion 0         | 4 - 0 |
| 5     | 19 juillet | Charlotte           | D 109-80 | Erik Reynolds II (16) | Branden Carlson (7)  | Chris Youngblood (3) | Thomas & Mack Center 0 | 4 - 1 |

### Pré-saison
| Pré-saison Total: 0-0 (Domicile : 0-0; Extérieur : 0-0) |

### Saison régulière
| Saison régulière Total: 0-0 (Domicile : 0-0; Extérieur : 0-0) |